# Thalictrum hernandezii
Thalictrum hernandezii là một loài thực vật có hoa trong họ Mao lương. Loài này được Tausch ex J. Presl miêu tả khoa học đầu tiên năm 1835.